# Vigil in a wilderness of mirrors
Vigil in a wilderness of mirrors is het debuutalbum van Fish als soloartiest. "Vigil" staat voor onschuld, "Wilderness of mirrors" is afkomstig uit T.S. Eliots Gerontion, de term werd later gezien als een metafoor voor het lekken van desinformatie in de spionagewereld.

## Geschiedenis
Na de ruzie tussen Fish en de rest van Marillion begon Fish met dit album aan een sololoopbaan, die voornamelijk gekenmerkt werd door wisselingen in zowel kwaliteit als kwantiteit. Vigil is nog erg gerelateerd aan de muziek van Marillion en dan met name Clutching at straws en liet horen hoe groot de inbreng van Fish binnen die band was. Het album bevat naar verluidt minstens vijf nummers, die nog geschreven zijn voor Marillion, maar tevens tot de breuk hebben geleid. De teksten verschenen op dit album, de muziek op Seasons end (eerste album van Marillion zonder Fish). Het album bleef Fish best verkochte album als soloartiest. Het haalde de vijfde plaats in de Britse albumlijst. In Nederland, waar vanaf het begin van Marillion een fanatieke fanclub gevestigd was, stond het 27 weken in (de voorloper van) de Album Top 100 met plaats 20 als hoogste notering. 
Het album heeft wel een centraal thema maar is geen conceptalbum, alhoewel de nummers wel een sterke gelijkenis met elkaar vertonen. Centraal punt is "The Hill", een verzameling rommel als teken van onze consumptiemaatschappij, die vreet en vervolgens afval als berg achterlaat. "The Hill" is terug te vinden op de platenhoes, die net zoals bij albums van Marillion afkomstig is van Mark Wilkinson. In de stapel zijn ook foto’s terug te vinden van bijvoorbeeld Mark Kelly (toetsenist van Marillion) en John Arnison (manager van Marillion). Aanvullende liederen gaan over misbruik binnen het gezin (Family business) en de overvloed aan informatie (The voyeur; I like to watch). 
Het verschijnen van het album ging niet van een leien dak. EMI wilde geen conflict tijdens het uitbrengen van zowel Seasons end van Marillion (september 1989) en schoof daarom de release van Vigil op. Fish was niet blij en begon vrijwel direct na uitgave een gevecht met EMI, om de rechten van zijn album terug te krijgen. Dat is deels gelukt. Het enige album, dat EMI en Fish samen uitbrachten verscheen diverse keren opnieuw, verspreid over de (onsuccesvolle) sololabels van Fish, maar nog wel gelieerd aan EMI. Die heruitgaven bevatten soms bonustracks bestaande uit de B-kanten van de singles, die niet op het album stonden.

## Musici
Aan het album werkten vele artiesten mee. Voor de concerten werd slechts gebruikgemaakt van Simmonds (toetsen), Usher, Robin Boult (gitaar) en de gebroeders Mark Brzezicki (drums) en Steve Brzezicki (basgitaar):
- Fish (Derek W. Dick) - zang
- Frank Usher - gitaar (tracks 1,2,3,4,6,7,9,10,11,12 en 14) (maatje van Fish van voor Marillion)
- Hal Lindes - gitaar (1,2,3,4,5,7 en 11) (lid van Dire Straits)
- Janick Gers - gitaar (8) (lid van Iron Maiden)
- John Giblin – basgitaar (1,2,3,4,6,7,8,9 en 11) (van Brand X, Kate Bush)
- Mickey Simmonds – toetsinstrument ; drumprogramming (10 en 12) (Mike Oldfield)
- Davy Spillane - doedelzak (1); fluiten (1)
- Phil Cunningham - fluiten (1,4 en 11); accordeon (4 en 11); bodhrán (4)
- Aly Bain - viool (4 en 11)
- Gavyn Wright - viool (4)
- Alison Jones - viool (12)
- Mark Brzezicki – slagwerk (1,2,4,6,7,8,9 en 11) (Big Country)
- John Keeble - slagwerk (3)
- Luís Jardim - percussie (2,3,4 en 9)
- Carol Kenyon - achtergrondzang (2,3,7 en 9)
- Tessa Niles - achtergrondzang (2,7 en 9)

## Muziek
| Nr. | Titel                                           | Duur |
| --- | ----------------------------------------------- | ---- |
| 1.  | Vigil (Dick, Simmonds)                          | 8:43 |
| 2.  | Big wedge (Dick, Simmonds)                      | 5:19 |
| 3.  | State of mind (Dick, Simmonds, Lindes)          | 4:42 |
| 4.  | The company (Dick, Simmonds)                    | 4:04 |
| 5.  | A gentleman’s excuse me (Dick, Simmonds)        | 4:15 |
| 6.  | The voyeur (I like to watch) (Dick, Simmonds)   | 4:42 |
| 7.  | Family business (Dick, Simmonds , Lindes)       | 5:15 |
| 8.  | View from the hill (Dick, Gers)                 | 6:38 |
| 9.  | Cliché (Dick, Simmonds, Lindes)                 | 7:01 |
| 10. | Jack and Jill (Dick, Simmonds, Lindes)          | 4:28 |
| 11. | Internal exile (Dick, Simmonds)                 | 4:51 |
| 12. | The company (demo) (Dick, Simmonds)             | 4:30 |
| 13. | A gentleman’s excuse me (demo) (Dick, Simmonds) | 3:54 |
| 14. | Whiplash (Dick, Simmonds)                       | 4:25 |